# Louis Krüger (Politiker)

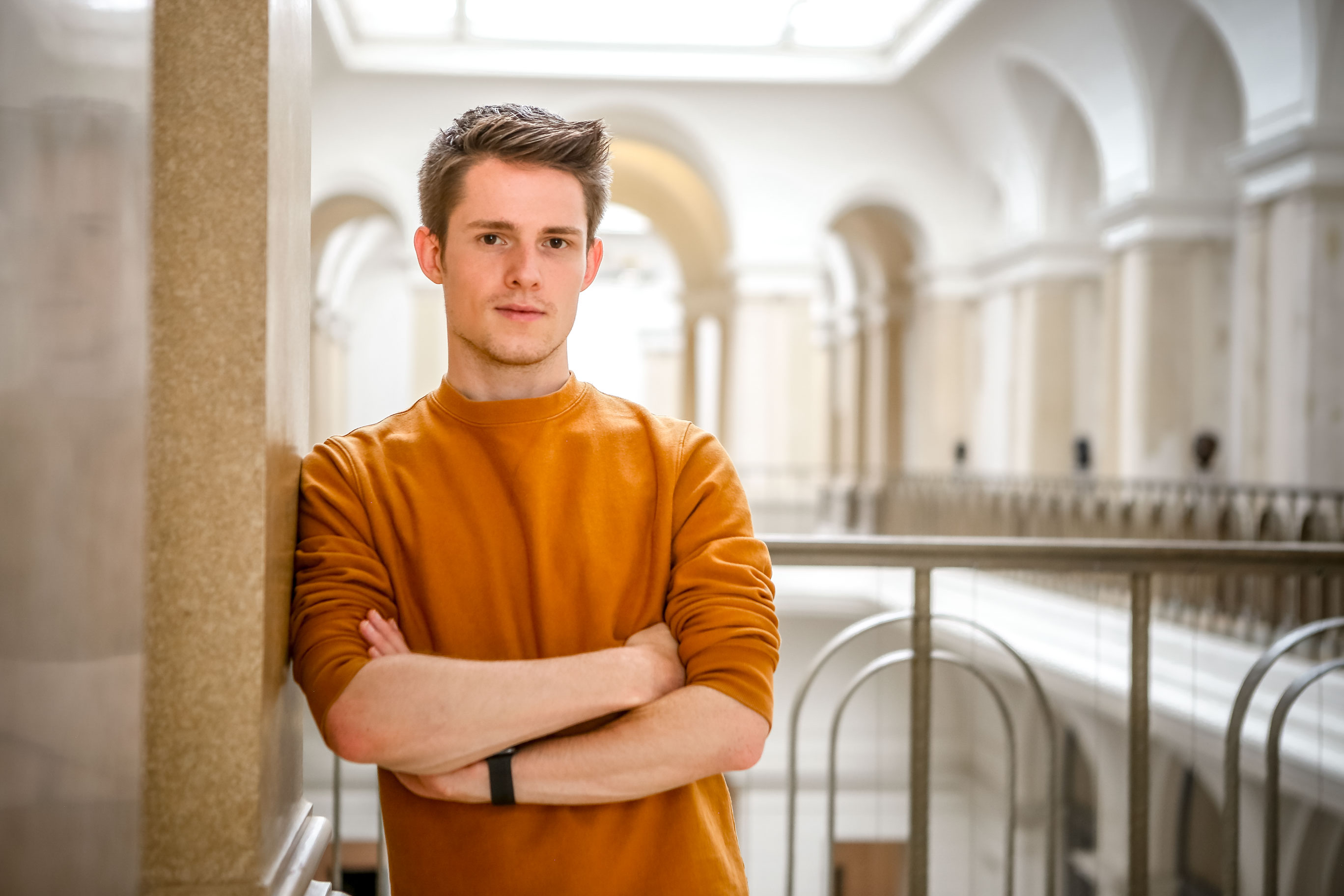
Louis Krüger (2021)

Louis Krüger (geboren am 5. Juni 1996 in Berlin) ist ein deutscher Politiker (Bündnis 90/Die Grünen). Seit 2021 ist er Mitglied des Abgeordnetenhauses von Berlin.

## Jugend und Ausbildung
Krüger wurde in Berlin-Pankow geboren, wo er auch aufwuchs. Von 2002 bis 2006 besuchte er die Joan-Miró-Grundschule in Berlin-Charlottenburg, von 2006 bis 2013 das Werner-von-Siemens-Gymnasium in Berlin-Nikolassee. Nach seinem Abitur studierte er Deutsch und Philosophie auf Lehramt an der Humboldt-Universität zu Berlin. Das Studium schloss er 2021 mit dem Master of Education ab. Den Lehrerberuf griff Krüger jedoch nicht auf, nach dem Studienabschluss gelang ihm der Einzug ins Abgeordnetenhaus, wo er sich nun auf politischer Ebene den Schulen und der kulturellen Bildung widmet. 
Von 2019 bis zu seinem Einzug in das Parlament leitete Krüger das Projekt „Schüler*innenhaushalt“ bei der Servicestelle Jugendbeteiligung e. V.

## Politische Laufbahn
Krüger trat 2017 der Partei Bündnis 90/Die Grünen sowie dem Jugendverband Grüne Jugend bei. 2020 war er Sprecher der Landesarbeitsgemeinschaft Bildung.
2021 nominierte der Kreisverband Pankow der Grünen Krüger als Direktkandidat zur Abgeordnetenhauswahl 2021 im Wahlkreis Pankow 5, die Landesdelegiertenkonferenz nominierte ihn für den 24. Platz auf der Landesliste. Bei der Wahl gewann Krüger sein Direktmandat mit 21,9 Prozent der Erststimmen. Bei der Wiederholungswahl 2023 konnte er seinen Sitz im Abgeordnetenhaus verteidigen.
Krüger ist Sprecher für Schulpolitik und kulturelle Jugendbildung der Grünen-Fraktion im Abgeordnetenhaus von Berlin und Mitglied im Ausschuss für Bildung, Jugend und Familie sowie im Ausschuss Kultur, Engagement und Demokratieförderung. Zudem ist Krüger Mitglied im Stiftungsrat der Jugend- und Familienstiftung des Landes Berlin (jfsb), dem Kuratorium der Landeszentrale für Politische Bildung Berlin sowie dem Kuratorium des Lette-Vereins Berlin.

## Mitgliedschaften
Krüger ist Mitglied bei der Gewerkschaft Erziehung und Wissenschaft (GEW), bei der Zukunftswerkstatt Heinersdorf sowie beim Freundeskreis KinderKulturMonat.